# Chazret Tleceri
Chazret Tleceri (* 12. července 1958 Teučezský okres, Adygejsko) je bývalý sovětský zápasník–judista a sambista adygejské národnosti.

## Sportovní kariéra
Narodil se v dnes Krasnodarskou přehradou zatopené obci Kazanukaj. Připravoval se v známé majkopské tréninkové skupině trenéra Jakuba Kobleva. V roce 1982 se prosadil na post sovětské reprezentační jedničky v superlehké váze do 60 kg. V roce 1984 patřil k favoritům na zisk zlaté olympijské medaile na olympijských hrách v Los Angeles, ale o start ho nakonec připravil bojkot zemí východního bloku. V roce 1985 dovršil ojedinělou sérii čtyř titulů mistra Evropy v řadě, ale od podzimního mistrovství světa v Soulu šla jeho forma postupně dolů vinou vleklých zranění. V roce 1987 na mistrovství světa v Essenu chyběl a v roce 1988 neuspěl v sovětské olympijské nominaci na olympijské hry v Soulu. Vzápětí ukončil sportovní kariéru. Věnuje se trenérské práci v Krasnodaru. K jeho nejznámějším žákům patřil olympijský vítěz Arsen Galsťan. Na přelomu tisíciletí působil u italské mužské reprezentace.

## Výsledky
| Turnaj             | 1982            | 1983            | 1984            | 1985            | 1986            | 1987            |
| Turnaj             | 24              | 25              | 26              | 27              | 28              | 29              |
| Turnaj             | superlehká váha | superlehká váha | superlehká váha | superlehká váha | superlehká váha | superlehká váha |
| ------------------ | --------------- | --------------- | --------------- | --------------- | --------------- | --------------- |
| Olympijské hry     |                 |                 | —               |                 |                 |                 |
| Mistrovství světa  |                 | 1.              |                 | 3.              |                 | —               |
| Mistrovství Evropy | 1.              | 1.              | 1.              | 1.              | 3.              | 2.              |